# Mikhaél Glükasz
Mikhaél Glükasz (Μιχαήλ Γλυκάς, Mihaíl Glikász, latinul: Michael Glyca), (Korfu, 1125 körül – Konstantinápoly, 1204 körül) középkori bizánci történetíró.

## Élete és műve
Krónikája tulajdonképpen az ifjúságnak készített, és saját fiának ajánlott egyfajta történelmi összefoglalás. Anyagát Glükasz korábbi munkákból kompilálta, és sok természetrajzi, teológiai fejtegetéssel gazdagította. Ennek egyik következménye, hogy a teremtés története a műnek több mint negyedrészét foglalja el. Jellemző a műre az oktató hangvétel, az erkölcsi tanúságok kiemelése, és az antik Phüsziologoszból merített természeti különlegességek beiktatása.

## Személye aRégi tudós világ históriájában
Budai Ézsaiás teológus és történetíró a Régi tudós világ históriája című 1802-es, Debrecenben megjelent nagy tudós-lexikonában a következőket írja Glükaszról:
| MICHAEL GLYCAS, kinek ideje bizonytalan. Némellyek a’ XII-dik századra, mások a’ XIV-dikre teszik. Az utolsó értelem noha hihetőbbː mindazáltal, minthogy az Annalissa 1118-dik esztendőnn végződik, lehet itt említeni. |